# Astra Taylor
Astra Taylor (Winnipeg, 1979) és una directora de cinema documental, escriptora, activista i música canadenca-estatunidenca. És sòcia de la Shuttleworth Foundation implicada en la lluita contra les pràctiques predatòries al voltant de la deute.

## Trajectòria
Va néixer a Winnipeg, província de Manitoba, al Canadà, i va créixer a Athens, Geòrgia (EUA). No es va escolaritzar fins als 13 anys, quan va començar el novè grau. Als 16 anys va abandonar l'escola secundària per assistir a les classes de la Universitat de Geòrgia, en la qual va romandre durant un any abans d'anar a la Universitat de Brown. Al cap d'un any va decidir que la «desescolarització» era una elecció que prevaldria al llarg de la seva vida. Taylor ha ensenyat sociologia a la Universitat de Geòrgia i a l'State University of New York at New Paltz. Els seus articles han aparegut en nombroses revistes com Dissent, n+1, Adbusters, The Baffler, The Nation, Salon, The Guardian, i The London Review of Books.
Els anys 2013 i 2014, va participar d'alguns concerts del grup de música indie folk Neutral Milk Hotel tocant la guitarra i l'acordió.
Taylor va participar del moviment social Occupy Wall Street i va ser coeditora del periòdic Occupy!. Hi va treballar al costat de Sarah Leonard de la revista Dissent i Keith Gessen de n+1. Occupy! va cobrir el moviment Occupy Wall Street i va ser antologitzat més tard per Verso Books.
Taylor és germana de la pintora i activista pels drets de les persones amb discapacitat Sunny Taylor, i està casada amb Jeff Mangum, el cantant de Neutral Milk Hotel. És vegana i actualment resideix a Nova York.

## Obra

### Pel·lícules
- Zizek!, 2005
- Examined Life, 2008
- What Is Democracy?, 2019

### Escrits
- Examined Life: Excursions with Contemporary Thinkers (editora), The New Press, 2009, ISBN 9781595584472[15]
- Occupy!: Scenes From Occupied América (coeditora), Verso, 2012, ISBN 9781844679409.[16]
- The People's Platform: Taking Back Power and Culture in the Digital Age, Henry Holt and Company, 2014, ISBN 9780007525591.[17]
- "The faux-bot revolution", in A Field Guide to The Future of Work, RSA Future Work Centre, 2018
- Democracy May Not Exist, but We'll Miss It When It's Gone, Metropolitan Books, 2019